# Feux de forêt de 2021 en France
Les feux de forêt de 2021 en France sont une série d’incendies qui se déroulent en juillet et août 2021 dans le Var et l'Aude, faisant 2 morts et 31 blessés.

## Chronologie

### Première vague dans l'Aude en juillet 2021
Dans l'Aude, le département fait face à un incendie particulièrement violent dans le massif de la Clape le 3 juillet 2021 à Narbonne-Plage parcourant 250 hectares et brulant 130 ha causant l'évacuation de plusieurs campings et domaines viticoles. Il mobilise près de 500 pompiers au plus fort.

### Le feu de l'Alaric
Le feu de l'Alaric (également appelé le feu de Moux) est un incendie de forêt qui a eu lieu dans le département de l'Aude en France le 24 juillet 2021 et le deuxième plus gros incendie de la saison estivale 2021 en France.

### Première alerte
Au alentours de 12h30, les pompiers reçoivent une alerte pour un feu d'herbes sur le terre-plein central de l'autoroute A61, au niveau de la commune de Moux. Rapidement, des moyens sont déployés après l'information que le feu a sauté dans une pinède au sud de l'autoroute. Les premiers moyens se retrouvent très vite débordés par la vitesse de propagation du feu et demandent des renforts terrestres et aériens. Vers 13h25, l'autoroute A61 est fermée dans les deux sens par Vinci autoroutes. Un poste de commandement est installé à proximité du city de Moux où les pompiers vont coordonner les opérations jusqu'au 30 juillet. Les routes départementales RD111, RD2113 et RD212 sont fermées à la circulation.

### Le feu
Poussé par la tramontane, le feu progresse sur 3 km le long de l'autoroute et atteint la commune de Fontcouverte ou des habitants sont évacués et 90 personnes se retrouvent mis en sécurité dans le foyer municipal. Les premiers renforts pompiers venus de l'Ariège arrivent sur place vers 13h30 ainsi que les moyens aériens de la sécurité civile. 10 hectares sont brulés d'après le préfet de l'Aude. Une ligne THT rends complexe les premiers largages des moyens aériens. Celle-ci sera également endommagée et laissera 100 000 personnes sans électricité en Espagne et au Portugal.
Le vent change de direction vers le sud aux alentours de 14h et change la donne.
Le feu bascule le long des contreforts de la Montagne d'Alaric et se dirige vers les communes de Camplong-d'Aude et Fabrezan. Un hélicoptère de la Sécurité Civile venu des Pyrénées-Orientales assiste à la reconnaissance de la propagation du feu.
Vers 16 heures, les communes de Fabrezan et de Camplong sont mis en sécurité. Un hélicoptère bombardier d'eau lourd est également engagé. La chapelle inscrite Notre Dame de La Consolation évite le pire avec l'arrivée d'une colonne de pompiers venus de la Haute-Garonne qui permettent de stopper le feu sur le flanc droit. Le préfet de l'Aude communique qu'une surface de plus de 300 hectares sont brûlées.
Au plus fort, le feu mobilise plus de 850 pompiers et sapeurs-sauveteurs, 2 Dash-8s, 4 Canadairs, un hélicoptère bombardier d'eau lourd et un hélicoptère de reconnaissance.

### La nuit
Le feu reste très actif et n'est pas maitrisé dans la nuit. Des renforts venus des Bouches-du-Rhône, des Pyrénées-Orientales, du Tarn, de la Charente, du Cantal viennent épauler leurs collègues Audois. C'est une nuit décrite comme difficile et les pompiers appellent au civisme de la part des citoyens.

### Le lendemain
Vers 9h le dimanche 25 juillet, le feu n'est toujours pas maitrisé. 25 km de lisières restent chaudes et posent problème d'autant que les températures et le vent sont à la hausse. Une vigilance accrue permets de limiter les reprises du feu mais mobilise quand même les pompiers pendant une semaine.

### Bilan de surface
Le SDIS de l'Aude donne la surface brulée à 850 hectares sur quatre communes. Sur la commune de Moux, la toiture d'une habitation est détruite ainsi qu'une voiture. Aucun blessé ou mort n'est à déploré. L'action des pompiers permets de préserver plus de 1 500 hectares.

### Deuxième vague août 2021
Le feu de forêt principal est déclenché le 16 août 2021 à Gonfaron dans le Var au nord-est de Toulon au niveau de l’autoroute A57 sur une aire de repos. Une vigie des sapeurs-pompiers signale le feu à 17h43 et un premier véhicule intervient à 17 h 55. À ce moment-là, 0,3 hectare ont déjà brûlé. La cause du feu est le « jet d'objets incandescents ». Les enquêteurs sont « catégoriques » sur l’origine humaine du feu.
Le 23 août 2021, l’incendie a été déclaré comme maitrisé par le SDIS 83, cependant, il faudra au moins une semaine avant que celui-ci ne soit déclaré comme « éteint et sans braise ». Le jeudi 26 août 2021 à 12 h, le feu a été déclaré éteint par les pompiers du Var.
Le 19 août 2021, on déplore 24 blessés et 2 morts, plusieurs habitations ont dû être évacuées. À la suite des conditions météorologiques favorables, les pompiers ont pu stabiliser le feu, cependant le Var et le massif des Maures restent en alerte incendie sévère.
Un total de 6 832 hectares de forêts, de vignes et de garrigues ont été détruits. Le feu a parcouru 8 100 hectares et touché 9 communes : Gonfaron, La Garde-Freinet, Le Luc, Vidauban, les Mayons, Le Cannet-des-Maures, la Môle, Grimaud et Cogolin,,.
Toutefois, il faut relativiser et replacer cet incendie dans le contexte normal des incendies de forêts en France. En moyenne chaque année, ce sont 35 000 ha de forêts qui brûlent. Les incendies dans les massifs des Maures et de l’Estérel par exemple ont existé depuis fort longtemps. Ainsi, du 20 au 29 juillet 1918, on a un incendie de 10 000 hectares de Saint-Raphaël à Mandelieu (et deux morts) ; du 26 au 30 juillet 1921, à nouveau 10 000 hectares. On peut remonter plus avant dans le temps et trouver des incendies aussi dramatiques : du 1er au 5 septembre 1877, donc à l’aube de l’ère industrielle, 10 000 hectares brûlent. Plus antérieurement encore, des incendies de grande ampleur sont signalés mais on manque évidemment de données chiffrées[réf. nécessaire].
Le feu est décrit comme « le plus complexe de ces dernières années » par les pompiers. Le directeur du SDIS précise pour la première nuit que « le feu est d’une puissance exceptionnelle, extrême. Nous avons des 'sauts de feu' de plus d’1km5 ». Singulièrement, la vitesse du feu a été surprenante, se déplaçant à 4,1 km/h, « dépassant les vitesses théoriques ». À cette date, il s’agit du troisième plus important feu de forêt recensé ces cinquante dernières années après les deux feux d’août 1990, le plus gros feu dans le Var de ces trente dernières années.
Le bilan de cet incendie est lourd : 2 personnes ont trouvé la mort, 26 personnes ont été blessées et 10 000 personnes évacuées. Au hameau du Val de Gily, six maisons ont été détruites et un camping a été totalement détruit. 1 200 pompiers, 12 canadairs et 5 avions "dash" ont été mobilisés au plus fort de l’incendie.
En quasi-simultané, quatre incendies se déclarent dans l'Aude : deux à Bizanet vers 21h20 le 16 aout 2021 et vers 1h20 le 17 aout 2021; un à Durban-Corbières vers 2h30; un à Peyriac-de-Mer dans la soirée du 17 aout. Le département fait face à un "siège de feux de forêt" ,,. Cinq pompiers sont blessés lors de leurs actions sur Bizanet dans le massif de Fontfroide.
Le feu de Durban est rapidement fixé mais reste néanmoins un incendie très virulent attisé par la tramontane très forte. Il parcourt 20 hectares mais prive environ 740 personnes d'électricité sur les communes voisines.
Le premier feu de Bizanet est rapidement stoppé vers 22h après avoir parcouru 40 hectares.
Le second feu de Bizanet nécessite l'action de plus de 430 pompiers qui sont dépourvus de renforts aériens nationaux dû en partie à l'incendie de Gonfaron. Ils reçoivent quand même des renforts aériens venus des Pyrénées-Orientales et de l'Hérault. Il parcourt 50 hectares et est déclaré fixé dans la nuit du 17 aout 2021.
Le feu de Peyriac se déclare vers 19h30 et parcourt plus de 30 hectares avant d'être fixé vers 22h. Il engendre la fermeture de la route départementale RD6009 et de l'autoroute A9.

## Réaction du gouvernement et des autorités
Le président de la République Emmanuel Macron et le ministre de l’Intérieur Gérald Darmanin se sont rendus mardi-midi, 17 août 2021 au PC Sécurité du Luc dans le Var afin d’y rencontrer les équipes du SDIS et les pompiers mobilisés.
Un observatoire post-incendie regroupant l’Office national des forêts, le Centre national de la propriété forestière, l’Association syndicale libre de la suberaie varoise et le Syndicat mixte du massif des Maures est créé pour suivre les effets des actions de restauration du milieu naturel après sinistre. Des étudiants de l’école d’AgroParisTech participent à la définition des méthodes.
En juillet 2022, une délégation sénatoriale se rend sur les lieux de l’incendie.
Le ministre de la transition écologique à l'époque, Christophe Béchu se rend sur la zone incendié de Moux le 23 aout 2022.

## Réaction de la population dans le Var
Des habitants du hameau de Val de Gily à Grimaud, où plusieurs maisons ont été détruites, près du lieu où deux personnes sont mortes, créent un collectif quelques jours plus tard. Ils dénoncent plusieurs points dans la gestion de la crise. Les autorités leur ont demandé de rester dans leurs habitations alors que le lieu n’était pas adapté. Ils indiquent que des secours promis ne sont pas arrivés, ce qui a été vécu comme un abandon. Au total, 21 points sont soulevés par les habitants,.

## L’enquête judiciaire dans le Var
Fin décembre 2022, un individu présenté comme un marginal connaissant des problèmes de drogue est mis en examen pour l’incendie par imprudence ayant causé la mort. Selon les enquêteurs, il était la seule personne présente sur l’aire d’autoroute au moment du départ du feu. Au moment de sa mise en examen, les enquêteurs poursuivent leurs investigations pour déterminer le caractère volontaire ou involontaire de l’acte.

## Conséquences
À la suite de l'incendie du 24 juillet 2021, l'Aude fait face à une hausse très forte de mises à feu intentionnelles.
Le manque de respect des obligations légales de débroussaillement, mis en avant pour expliquer l’avancée du feu et la lourdeur du bilan, conduit le contrôleur général du service d’incendie et de secours du Var à des annonces quelques mois plus tard. Éric Grohin affirme qu’il n’acceptera plus l’envoi de pompiers dans les zones non débroussaillées. Il explique que « 92 % des maisons qui ont brûlé n’étaient pas débroussaillées. Les 8% restantes étaient débroussaillées, mais avaient par exemple des volets en PVC, des appentis en bois très proches ».
Un an après avoir été touchées, plusieurs familles rencontrent des difficultés dans leur vie personnelle ou professionnelle.

## Galerie

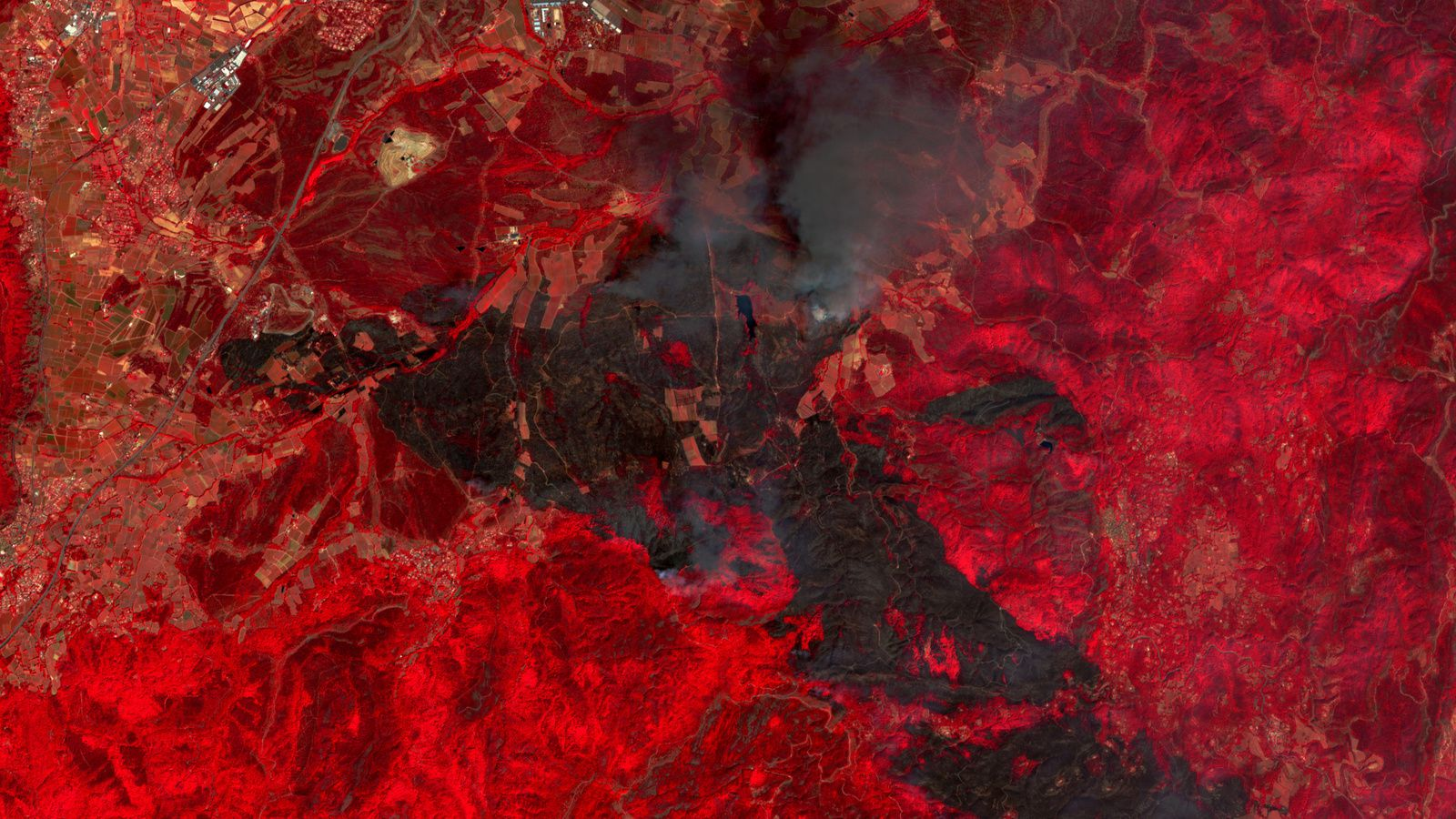
Image acquise par le satellite européen Sentinel-2A.
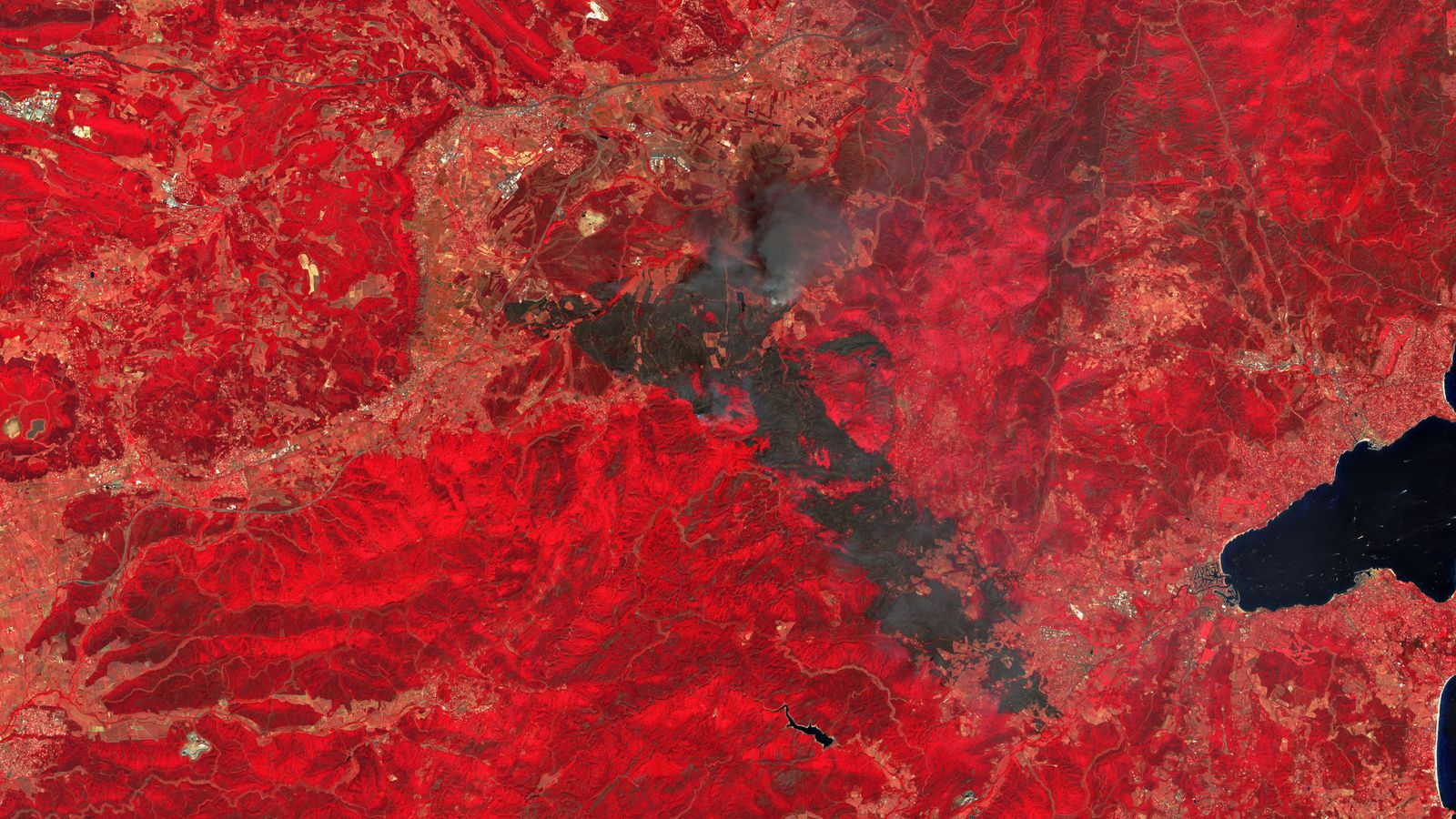
Image acquise par le satellite européen Sentinel-2A.